# Joel Gretsch
Joel James Gretsch (nascido em 20 de Dezembro de 1963) é um ator estadunidense. Seus papéis mais recentes incluem o agente Tom Baldwin na famosa série do USA Network The 4400 e o capitão/major/coronel Owen Crawford na produção de 2002 de Steven Spielberg: a minissérie de ficção-científica Taken.
Gretsch estudou artes cênicas no Guthrie Theater, em Minneapolis, antes de se mudar para Los Angeles em 1989. Seus trabalhos teatrais incluem peças de Molière e John Patrick Shanley.
Ele começou seu trabalho na TV no início dos anos 90, aparecendo em episódios de Married... with Children, Melrose Place e Saved by the Bell: The New Class. Desde então ele já apareceu em episódios de JAG, Silk Stalkings, CSI: Miami and NCIS. Mais recentemente, ele interpretou um rico executivo de publicidade e marido de uma supermodel num episódio de Law & Order: Criminal Intent.
Gretsch também já atuou em papéis menores no cinema, incluindo em filmes como The Legend of Bagger Vance (2000)como Bobby Jones, Minority Report (2002), The Emperor's Club (2002) e Push (2009). Atualmente, Gretsch está no elenco fixo de "V", que é produzida pelo canal ABC Family, baseada na série original "V - The final battle", exibida nos anos 80.

## Vida Pessoal
Desde 1999, Gretsch se casou com a ex-atriz Melanie Shatner, filha de William Shatner, e tem duas filhas, Kaya e Willow.